# Stylomenia sulcodoryata
Stylomenia sulcodoryata is een Solenogastressoort uit de familie van de Dondersiidae. De wetenschappelijke naam van de soort is voor het eerst geldig gepubliceerd in 2001 door Handl & Salvini-Plawen.